# Udlodningsmidler
Udlodningsmidler (tidligere Tips- og Lottomidler) er overskuddet fra Danske Lotteri Spils virksomhed samt en del af overskuddet fra Det Danske Klasselotteri.
Beløbet bliver fordelt af en række ministerier, styrelser og organisationer som støtte til almennyttige formål efter en fordelingsnøgle. Udlodningsmidlerne gives bl.a. til de ikke-idrætslige børne- og ungdomsorganisationer af Dansk Ungdoms Fællesråd.
I 2010 blev startudlodningen sat til 1,61 mia. kr., som prisreguleres hvert år, og følgende fordelingsnøgle blev fastsat:
- 70,18 pct. til Kulturministeriet
- 12,67 pct. til Undervisningsministeriet
- 3,39 pct. til Miljøministeriet
- 10,42 pct. til Socialministeriet
- 2,95 pct. til Indenrigs- og Sundhedsministeriet
- 0,39 pct. til Ministeriet for Videnskab, Teknologi og Udvikling